# Le jongleur de Notre-Dame
Le jongleur de Notre-Dame ist eine Oper in drei Akten von Jules Massenet (Musik) mit einem Libretto von Maurice Léna. Im Programm wird sie als Miracle in Three Acts (Wunder in drei Akten) bezeichnet. Das Werk basiert auf der Novelle gleichen Namens von Anatole France in seiner Sammlung L’Étui de nacre.

## Werkgeschichte

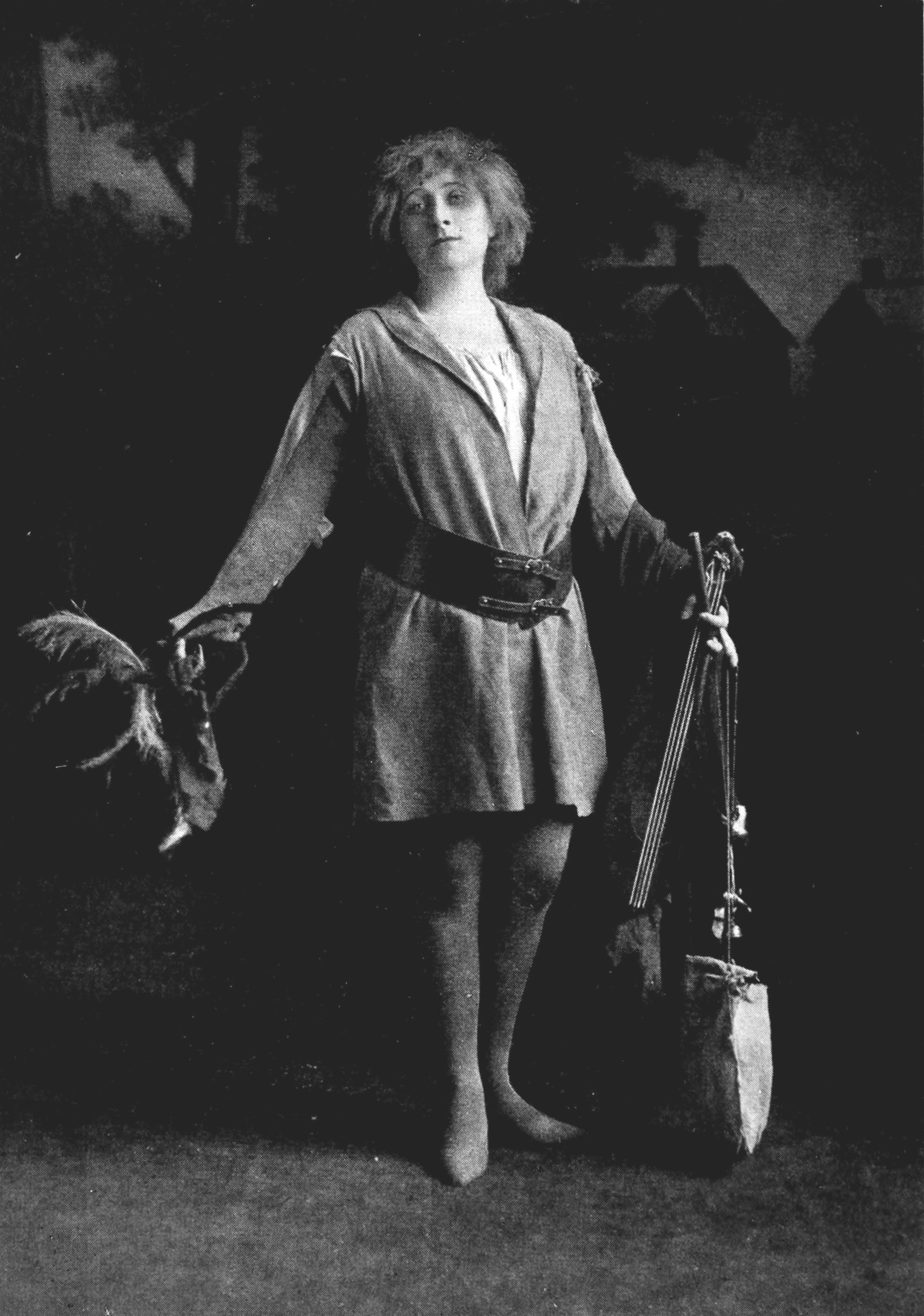
Mary Garden als Jean

Die Uraufführung fand am 18. Februar 1902 in der Opéra Garnier in Monte Carlo statt. Die Partie des Jean wurde ursprünglich für eine Tenor-Stimme geschrieben. Wegen der großen Popularität von Mary Garden wurde die Rolle in den Vereinigten Staaten von Amerika jedoch meist von einem Sopran gesungen.
Die Oper wurde Anfang des 20. Jahrhunderts zwar an einigen europäischen sowie nordamerikanischen Opernhäusern aufgeführt, wurde jedoch nie zum festen Bestandteil des üblichen Opernrepertoires. Die Premiere an der Opéra-Comique in Paris fand am 10. Mai 1904 statt. Bis Ende 1950 wurde die Oper 356 Mal gezeigt. Gelegentlich kommt das Werk im Rahmen von Opernfestivals zur Aufführung, beispielsweise 1984 beim Wexford Festival Opera oder 2005 beim Massenet Festival in St. Etienne. Zuweilen gibt es konzertante Aufführungen, beispielsweise 2017 in der kanadischen Stadt Halifax.
1978 wurde die komplette Oper mit Alain Vanzo als Jean zum ersten Mal in Stereo aufgenommen. Diese Aufnahme wurde 2003 als Compact Disc neu aufgelegt.

## Handlung

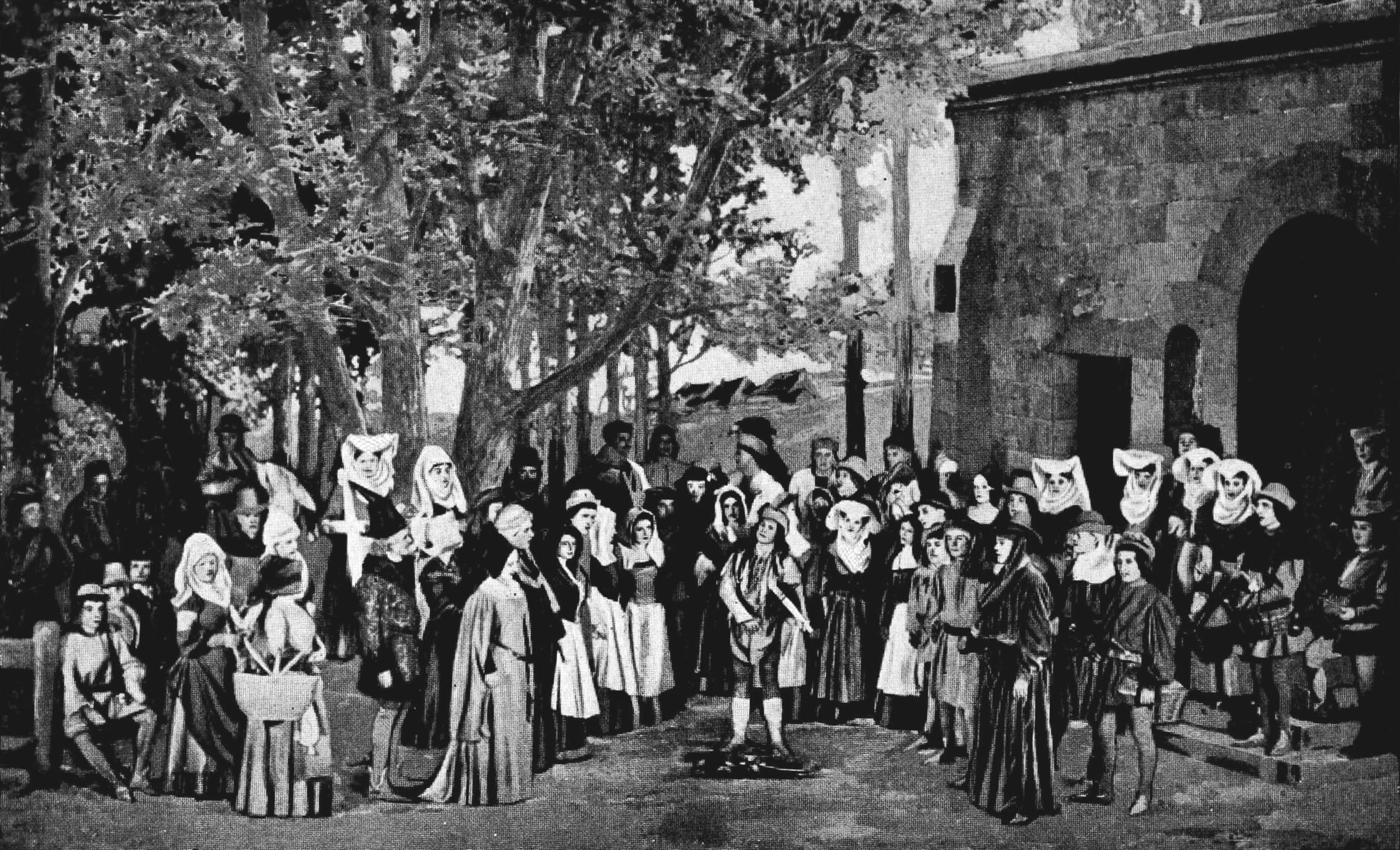
Der Jongleur unterhält die Menge,
The Victrola book of the opera, 1917

Jean, ein Jongleur, wird vom Prior zur Rede gestellt, weil er vor dem Kloster von Cluny vulgäre Lieder gesungen hat. Aufgrund seiner verarmten und hungrigen Lage, bittet Jean, sich dem Orden der Mönche anzuschließen und freundet sich mit dem Koch des Klosters, Boniface an. Jean wird Zeuge, wie die Mönche der kürzlich fertiggestellten Statue der Jungfrau Maria verschwenderische und schöne Geschenke machen. Daraufhin beschließt er, das zu tun, was er am besten kann: Jonglieren. Er schleicht sich spät in der Nacht in die Kapelle und jongliert vor der Statue, bis er vor Erschöpfung zusammenbricht. Die anderen Mönche treten entsetzt ein und sind im Begriff, Jean zu ergreifen, um ihn wegen Gotteslästerung zu bestrafen. In diesem Moment beginnt ein himmlisches Licht zu leuchten, die Statue der Jungfrau wird lebendig und segnet Jean. Er versteht plötzlich die traditionelle lateinische Sprache der katholischen Messe und sieht, wie die Jungfrau zum Himmel aufsteigt, die ihn auffordert, ihr zu folgen. In einem Zustand der Glückseligkeit bricht er tot zusammen.

## Tonträger (Auswahl)
- 1978: Alain Vanzo (Jean), Jules Bastin (Boniface), Marc Vento (le Prieur); Orchester und Chor der Opéra de Monte-Carlo, Dirigent: Roger Boutry (EMI-Pathé)
- 2007: Roberto Alagna (Jean), Stefano Antonucci (Boniface), Francesco Ellero d’Artegna (le Prieur); Orchestre National de Montpellier Languedoc-Roussillon, Dirigent: Enrique Diemecke (DG)